# Роман с камнем
«Рома́н с ка́мнем» (англ. Romancing The Stone) — американский приключенческий фильм 1984 года режиссёра Роберта Земекиса.
Премьера состоялась 30 марта 1984 года, а в следующем году на экраны вышло продолжение — «Жемчужина Нила».
Мировые кассовые сборы составили 86 миллионов долларов.

## Сюжет
Джоан Уайлдер (Кэтлин Тёрнер) — успешная, но одинокая писательница-романистка из Нью-Йорка. Закончив свой последний роман, Джоан выходит из квартиры, чтобы встретиться со своим редактором Глорией, по дороге ей вручают письмо с картой, присланное её недавно убитым зятем Эдуардо. Пока же Джоан нет дома, в её квартиру пытается проникнуть мужчина, но его обнаруживает консьерж, которого он убивает. Вернувшись в свою квартиру, Джоан видит, что всё перевернуто вверх дном. Затем следует безумный телефонный звонок от сестры Элейн — вдовы Эдуардо. Элейн была похищена контрабандистами древностей, двоюродными братьями Айрой и Ральфом, которые приказали Джоан приехать в прибрежный город Картахену с картой, которую она получила; это выкуп за Элейн.
Джоан прилетает в Колумбию, но полковник Золо — человек, который перевернул её квартиру в поисках карты — обманом заставил её сесть на неправильный автобус. Вместо того, чтобы ехать в Картахену, этот автобус идет далеко вглубь страны. Ральф понимает это и начинает следовать за Джоан. После того, как Джоан случайно отвлекает водителя автобуса, спрашивая о месте назначения, автобус врезается в стоящий на обочине Land Rover, в результате разбиты оба транспортных средства. После того как остальные пассажиры уходят, Золо угрожает Джоан, но её спасает владелец Ленд Ровера, американский контрабандист экзотических птиц Джек Т. Колтон (Майкл Дуглас). Джоан обещает заплатить Джеку 375 долларов дорожным чеком, если он вытащит её из джунглей до ближайшего телефона.
Джек и Джоан путешествуя по джунглям, находят потерпевший крушение двухмоторный самолёт, перевозивший наркотики и ночуют в нём, разжигая костёр из пакетов с марихуаной. Добравшись до маленькой деревни, они сталкиваются с грубоватым, но дружелюбным наркобароном Хуаном, который является большим поклонником романов Джоан и с радостью помогает им сбежать от Золо.
После ночи танцев и страсти в соседнем городе Джек предлагает Джоан найти сокровища перед тем, как передать карту. Люди Золо появляются в городе, поэтому Джек и Джоан крадут машину, чтобы спастись, но это оказывается машина Ральфа, и он спит сзади. 
Они следуют за подсказками и находят сокровище: огромный изумруд Эль Корасон («Сердце»). Ральф, наставив пистолет, забирает изумруд, но появляется подкрепление Золо. Ральф отвлекается, и Джек успевает украсть драгоценность. Затем после того, как Джека и Джоан загоняют в реку, они оказываются по разные стороны бушующей реки; у Джоан есть карта, а у Джека изумруд. Джек направляет Джоан в Картахену, обещая, что он встретит её там.
В Картахене Джоан встречается с Айрой, который забирает карту и отпускает Элейн. Но прибывают Золо и его люди вместе с пленным Джеком и жестоко избитым Ральфом. Пока Золо мучит Джоан, Джек пытается бросить изумруд в бассейн с крокодилами позади Золо. Золо хватает изумруд, но выпрыгнувший крокодил откусывает ему руку и глотает изумруд. Начинается перестрелка между солдатами Золо и бандой Айры. Джоан и Элейн пытаются спрятаться в безопасное место, их преследует искалеченный Золо. Джек пытается помешать крокодилу скрыться; он неохотно отпускает крокодила, чтобы попытаться спасти Джоан.
Сумасшедший Золо нападает на Джоан, она уклоняется от его ножа, и Золо падает к крокодилам. Когда прибывают власти, Айра и его люди скрываются. После поцелуя Джек ныряет в воду за крокодилом с изумрудом, оставляя Джоан с сестрой.
Позже Джоан вернулась в Нью-Йорк и написала новый роман, основанный на её приключении. Глория тронута до слёз и говорит Джоан, что у неё в руках ещё один бестселлер. Вернувшись домой, Джоан обнаруживает, что Джек ждёт её в парусной лодке «Анджелина» (в честь героини романов Джоан) и на нём сапоги из кожи крокодила. Он шутит, что крокодил скончался  у него на руках от расстройства желудка из-за изумруда, который Джек затем продал, а деньги использовал, чтобы купить лодку своей мечты. Они вместе уходят, планируя плавать по всему миру.

## В ролях
- Майкл Дуглас — Джек Т. Колтон (дублирование - Сергей Сазонтьев)
- Кэтлин Тёрнер — Джоан Уайлдер (дублирование - Анна Каменкова)
- Дэнни Де Вито — Ральф, торговец краденым антиквариатом (дублирование - Михаил Кононов)
- Зак Норман — Айра, его кузен (дублирование - Герман Качин)
- Альфонсо Арау — Хуан по прозвищу «Звонарь» (дублирование - Владимир Ферапонтов)
- Мануэль Охеда — Золо, полковник (дублирование - Алексей Панькин)
- Холланд Тейлор — Глория, издатель Джоан (дублирование - Ирина Губанова)
- Мэри Эллен Трейнор — Элейн, сестра Джоан (дублирование - Светлана Старикова)
- Ив Смит[англ.] — миссис Ирвин, соседка Джоан
- Джо Несноу[англ.] — дворник в доме Джоан
- Хосе Чавес — Сантос
- Тед Уайт - Гроган (дублирование - Владислав Ковальков)

## Производство
Места съемок включали Веракрус, форт Сан-Хуан-де-Улуа, Уаска-де-Окампо и Сноу-Каньон. Сцена, где Тернер и Дуглас разлучаются на противоположных берегах бурной реки, была снята на Рио-Антигуа недалеко от города Халькомулько, штат Веракрус.

## Критика
На агрегаторе рецензий Rotten Tomatoes рейтинг одобрения составляет 86 % на основе 56 отзывов. Критический консенсус веб-сайта гласит: «Роман с камнем восходит к классическим субботним утренним сериалам старых лет, полных приключений и оживляемых искрящейся химией между хорошо подобранными главными героями».
Роджер Эберт назвал фильм «глупой, энергичной картиной погони», сказав, что ему «очень понравились воображаемые опасности фильма, красочный состав злодеев и правдоподобные отношения между двумя его главными героями».

## Награды и номинации
- Номинация на премию «Оскар» за лучший монтаж (Донн Кэмберн, Фрэнк Моррисс).
- Две премии «Золотой глобус» в номинациях «Лучший фильм в жанре Комедия/Мюзикл» и «Лучшая актриса в комедии или мюзикле» (Кэтлин Тернер).

## Саундтрек
Саундтрек был выпущен на аудиокассетах компанией «Fox Music» в США в 1984 году, и распространялся во всём мире.